# Naoki Soma
Naoki Soma, född 19 juli 1971 i Shizuoka prefektur, Japan, är en japansk tidigare fotbollsspelare.